# Сан-Диего Сокерз
«Сан-Диего Сокерз» (англ. San Diego Sockers) был одним из самых успешных футбольных клубов в истории США. Команда выиграла десять чемпионатов как в MISL, так и в NASL.

## История
Команда начала как «Балтимор Кометс» в 1974 году, но переехала в Сан-Диего и стала называться «Сан-Диего Джоз» в 1976 году. После годичного пребывания в Лас-Вегасе, как «Лас-Вегас Квиксилверс», команда возвращается в Сан-Диего в 1978 году и становится «Сан-Диего Сокерз». Они принадлежали Бобу Беллу.
Изначально победы трудно давались клубу из Сан-Диего, но это было временно. Благодаря хорошей поддержке трибун и появлению в команде молодых талантов «Сан-Диего Сокерз» выиграли Североамериканскую футбольную лигу (NASL) в 1982 году и снова в 1984 году. Но основная масса побед была ещё впереди. Когда NASL была расформирована, «Сан-Диего Сокерз» перешли в MISL и выиграли восемь чемпионатов: 1983, 1985, 1986, 1988—1992 годов. «Сокерз» перенесли свой успех из одной лиги в другую. Они перешли в CISL и играли там в течение трех лет (с 1993 по 1995 год). Тем не менее, после нескольких изменений владельца «Сокерз» были расформированы после сезона 1996 года.
Позднее были две попытки возродить «Сокерз». Первая попытка была франшизой в WISL, который позже присоединился ко второй лиге MISL. В настоящее время клуб играет в PASL-PRO, начиная с 2009 года.